# ディアーヌ・ド・フランス

ディアーヌ・ド・フランスの紋章

ディアーヌ・ド・フランス（Diane de France, 1538年7月25日 - 1619年1月11日）は、フランス王アンリ2世と愛妾フィリッパ・ドゥーチ（ピエモンテ出身）の間に生まれた庶子。

## 生涯
ディアーヌは1538年7月25日に生まれ、このとき父王アンリ2世は遠征のため北イタリアのモンカリエーリに滞在していた。正式に認知をされたのは1572年のことであった（以前に考えられていた1547年ではない）。1553年2月15日にカストロ公オラーツィオ・ファルネーゼと結婚したが、同年7月18日にオラーツィオがエスダン包囲戦で戦死したため未亡人となった。
1557年にフランソワ・ド・モンモランシー（アンヌ・ド・モンモランシーの長男）と再婚した。同年5月3日に結婚契約が結ばれ、6月4日に結婚式が行われた。フランスの穏健なカトリック派首領である夫を補佐したという。1579年にフランソワと死別する。
ディアーヌは異母弟アンリ3世に好かれており、1582年にディアーヌ1代限りのアングレーム公位を授けられた。彼女はアンリ4世の代になっても宮廷で尊敬を集め、のちの王ルイ13世の教育を監督したという。ディアーヌは1619年にパリで死去した。

## 登場作品
- 『王妃マルゴ』萩尾望都、集英社。